# 司馬錯
司馬錯（？—？），秦惠文王時期將領，周程伯休父之后，秦國夏陽（陝西韓城）人，学属纵横家，亦能領兵戰鬥。秦灭蜀战役的统帅。

## 生平

### 平蜀
秦惠文王更元九年（公元前316年，周慎靓王五年），蜀王弟苴侯私自与巴结交，蜀王大怒攻苴，苴侯逃至巴，巴、蜀均求救于秦，秦惠文王想伐蜀，而韩国又来侵犯，秦惠文王犹豫应当先伐韩还是先伐蜀。司马错主張先伐蜀，与主张先伐韓的張儀发生激烈争执，最终秦惠文王采用了司马错建议。该年秋，司马错与張儀、都尉墨从石牛道上縱橫千里，在葭萌击败蜀王芦子霸王，蜀王逃至武陽，被秦軍所杀，蜀相与蜀太子逃至逄鄉，死於白鹿山，蜀國开明氏灭亡。同年冬十月，司馬錯等乘机攻取苴與巴，擒拿巴王归秦。司馬錯率巴蜀兵十万，自巴涪水顺流直下攻打楚国，取商於之地，设立黔中郡。
秦惠文王更元十一年（公元前314年，周赧王元年），封陈庄为蜀相，贬蜀王为蜀侯，蜀國成為秦的藩屬，秦国更加强盛。
秦惠文王更元十四年（公元前313年，周赧王二年），蜀相陈庄杀蜀侯降秦。
秦武王元年（公元前310年，周赧王五年），甘茂杀蜀相陈庄，蜀国彻底归属秦国。
秦昭襄王六年（公元前301年，周赧王十四年），蜀侯寧煇叛秦（或称为其后母陷害），司馬錯前往平定，赐寧煇剑，寧煇夫妇自裁。
司马错三次平定蜀地，相传成都的楼观、城池、门屋都是他主持修建的，直到晋朝都有其遗存。

### 伐魏
秦昭襄王十二年（公元前295年，周赧王二十年），为国尉的司马错攻打魏国襄城。
秦昭襄王十六年（公元前291年，周赧王二十四年），为左更的司马错攻打魏国的軹与韩国的鄧。
秦昭襄王十八年（公元前289年，周赧王二十六年），为客卿的司马错攻打魏国的垣、河雍，司马错决桥攻克两城，之后与大良造白起一起攻打魏国，直到抵达軹，攻克了大小六十一城。
秦昭襄王二十一年（公元前286年，周赧王二十九年），司马错攻打魏国河内。魏国献秦国安邑求和，秦出其人归魏。

### 征楚
秦昭襄王二十七年（公元前280年，周赧王三十五年）秋，司馬錯率陇西兵二十萬人南下東攻楚國，迫楚献出汉北及上庸地（今湖北西北部）。

## 家族人物
司马错之孙司马靳，为武安君白起副将，起獲罪，靳遂同遭賜死。司马靳之孙司马昌为秦国主铁官
。
司马昌之子为汉市长司马无泽，司马无泽之子为五大夫司马喜，司马喜之子为太史公司马谈，司马谈之子為漢朝《史記》作者司馬遷。

### 文献
1. ↑  王蘧常. . 上海: 上海古籍出版社. 2000年12月: 170. ISBN 7-5325-2815-4 （中文）. 司马错者，周程伯林父之后，事惠王，以为客卿。
2. ↑  《史记·张仪列传》：苴蜀相攻击，各来告急於秦。秦惠王欲发兵以伐蜀，以为道险狭难至，而韩又来侵秦，秦惠王欲先伐韩，後伐蜀，恐不利，欲先伐蜀，恐韩袭秦之敝。犹豫未能决。
3. ↑  《华阳国志·蜀志》：蜀王别封弟葭萌于汉中，号苴侯，命其邑曰葭萌焉。苴侯与巴王为好，巴与蜀仇，故蜀王怒，伐苴侯。苴侯奔巴，求救于秦。
4. ↑  《华阳国志·蜀志》：蜀王别封弟葭萌于汉中，号苴侯，命其邑曰葭萌焉。苴侯与巴王为好，巴与蜀仇，故蜀王怒，伐苴侯。苴侯奔巴，求救于秦。秦惠王方欲谋楚，群臣议曰：“夫蜀，西僻之国，戎狄为邻，不如伐楚。”司马错、中尉田真黄曰：“蜀有桀、纣之乱，其国富饶，得其布帛金银，足给军用。水通于楚，有巴之劲卒，浮大舶船以东向楚，楚地可得。得蜀则得楚，楚亡则天下并矣。”惠王曰：“善”。
5. ↑  《史记·张仪列传》：仪曰：“亲魏善楚，下兵三川，塞什谷之口，当屯留之道，魏绝南阳，楚临南郑，秦攻新城、宜阳，以临二周之郊，诛周王之罪，侵楚、魏之地。周自知不能救，九鼎宝器必出。据九鼎，案图籍，挟天子以令於天下，天下莫敢不听，此王业也。今夫蜀，西僻之国而戎翟之伦也，敝兵劳众不足以成名，得其地不足以为利。臣闻争名者於朝，争利者於市。今三川、周室，天下之朝市也，而王不争焉，顾争於戎翟，去王业远矣。”司马错曰：“不然。臣闻之，欲富国者务广其地，欲强兵者务富其民，欲王者务博其德，三资者备而王随之矣。今王地小民贫，故臣愿先从事於易。夫蜀，西僻之国也，而戎翟之长也，有桀纣之乱。以秦攻之，譬如使豺狼逐群羊。得其地足以广国，取其财足以富民缮兵，不伤众而彼已服焉。拔一国而天下不以为暴，利尽西海而天下不以为贪，是我一举而名实附也，而又有禁暴止乱之名。今攻韩，劫天子，恶名也，而未必利也，又有不义之名，而攻天下所不欲，危矣。臣请谒其故：周，天下之宗室也；齐，韩之与国也。周自知失九鼎，韩自知亡三川，将二国并力合谋，以因乎齐、赵而求解乎楚、魏，以鼎与楚，以地与魏，王弗能止也。此臣之所谓危也。不如伐蜀完。”惠王曰：“善，寡人请听子。”
6. ↑  《华阳国志·蜀志》：周慎王五年秋，秦大夫張儀，司馬錯、都尉墨等從石牛道伐蜀。蜀王自於葭萌拒之，敗績。王遯走至武陽，為秦軍所害。其相及太子退至逢鄉，死於白鹿山。開明氏遂亡。凡王蜀十二世。
7. ↑  《华阳国志·蜀志》：冬十月，蜀平。司馬錯等因取苴與巴。
8. ↑  《华阳国志·巴志》：蜀王弟苴侯私親於巴。巴蜀世戰爭，周慎王五年，蜀王伐苴。苴侯奔巴。巴為求救於秦。秦惠文王遣張儀、司馬錯救苴、巴。遂伐蜀，滅之。儀貪巴、苴之富，執王以歸。
9. ↑  《华阳国志·巴志》：司马错自巴涪水取楚商於地为黔中郡。
10. ↑  《华阳国志·蜀志》：七年，封子惲为蜀侯。司马错率巴、蜀众十万，大舶船万艘，米六百万斛，浮江伐楚，取商於之地为黔中郡。
11. ↑  《史记·张仪列传》：卒起兵伐蜀，十月，取之，遂定蜀，贬蜀王更号为侯，而使陈庄相蜀。蜀既属秦，秦以益强，富厚，轻诸侯。
12. ↑  《史记·秦本纪》：蜀相壮杀蜀侯来降。
13. ↑  《华阳国志·蜀志》：六年，陈壮反，杀蜀侯通国。
14. ↑  《史记·秦本纪》：武王元年，与魏惠王会临晋。诛蜀相壮。
15. ↑  《资治通鉴·赧王五年》：秦王使甘茂誅蜀相莊。
16. ↑  《华阳国志·蜀志》：秦遣庶长甘茂、张仪、司马错复伐蜀，诛陈壮。
17. ↑  《华阳国志·蜀志》：赧王十四年，蜀侯惲祭山川，献馈于秦昭襄王。惲后母害其宠，加毒以进王。王将尝之，后母曰：“馈从二千里来，当试之。”王与近臣，近臣即毙。王大怒，遣司马错赐惲剑，使自裁。惲惧，夫妇自杀。秦诛其臣郎中令婴等二十七人。蜀人葬惲郭外。
18. ↑  《资治通鉴·赧王十四年》：秦人取韓穰。蜀寧煇叛秦，秦司馬錯往誅之。
19. ↑  《华阳国志·蜀志》：王大怒，遣司马错赐惲剑，使自裁。惲惧，夫妇自杀。秦诛其臣郎中令婴等二十七人。蜀人葬惲郭外。
20. ↑  王蘧常. . 上海: 上海古籍出版社. 2000年12月: 170. ISBN 7-5325-2815-4 （中文）. 错常三定蜀，相传成都之城池、门屋、楼观皆其所修，至晋时犹存云。或曰：蜀守张若实主其事。
21. ↑  王羲之《成都城池帖》：往在都，见诸葛显，曾具问蜀中事，云：成都城池、门屋、楼观，皆是秦时司马错所修。令人远想慨然。为尔不？信一一示，为欲广异闻。
22. ↑  《资治通鉴·赧王二十六年》：秦尉錯伐魏襄城。
23. ↑  《史记·秦本纪》：十六年，左更錯取軹及鄧。
24. ↑  《史记·秦本纪》：十八年，錯攻垣、河雍，決橋取之。
25. ↑  《资治通鉴·赧王二十六年》：秦大良造白起、客卿錯伐魏，至軹，取城大小六十一。
26. ↑  《资治通鉴·赧王二十九年》：秦司马错击魏河内。魏献安邑以和，秦出其人归之魏。
27. ↑  《资治通鉴·赧王三十五年》：又使司马错发陇西兵，因蜀攻楚黔中，拔之。楚献汉北及上庸地。
28. ↑  《史记·楚世家》：十九年，秦伐楚，楚军败，割上庸、汉北地予秦。
29. ↑  《史记·太史公自序》：在秦者名错，与张仪争论，於是惠王使错将伐蜀，遂拔，因而守之。错孙靳，事武安君白起。而少梁更名曰夏阳。靳与武安君阬赵长平军，还而与之俱赐死杜邮，葬於华池。靳孙昌，昌为秦主铁官，当始皇之时。
30. ↑  《史记·太史公自序》：昌生无泽，无泽为汉市长。无泽生喜，喜为五大夫，卒，皆葬高门。喜生谈，谈为太史公。